# Білецький Ігор Вікентійович
І́гор Віке́нтійович Біле́цький (6 липня 1950, смт Стара Ушиця, нині Кам'янець-Подільського району Хмельницької області) — український живописець, художник театру. Член Національної спілки художників України від 1987 року. Член Національної спілки театральних діячів України від 1989 року.

## Біографія
1982 року закінчив Київський художній інститут (майстерня Данила Лідера). Від 1984 року працює головним художником театру-студії при Київському університеті театру, кіно і телебачення.
У 1989–1991 роках був стажистом Національного академічного драматичного театру імені Івана Франка.
Від 1979 року працює в галузі сценографії, від 1983 року — живопису та художньої ляльки. Від 1985 року бере участь у всеукрахнських виставках. 1987 року вперше взяв участь у всесоюзній виставці.
Твори Білецького зберігаються у фондах Міністерства культури України, Національної спілки художників України.
Оформляв телефільм «Республіка на колесах» (1983), вистави «Мертві душі» (1983), «Ревізор» (1984), «Сава Чалий» (1991), «Лісова пісня» (1994) та ін.